# Lauren Faust
Lauren Johanna Faust (Annapolis, 25 luglio 1974) è un'animatrice statunitense.
Cresciuta a Severna Park, un sobborgo di Annapolis in Maryland, ha studiato animazione al California Institute of the Arts.
È nota per il lavoro svolto per le serie animate Le Superchicche e Gli amici immaginari di casa Foster, oltre che per essere stata la principale sviluppatrice della serie My Little Pony - L'amicizia è magica, prodotta in collaborazione con Hasbro.

## Carriera
Faust ha frequentato il California Institute of the Arts dal 1992 al 1994, lavorando come artista di layout ai Rough Draft Studios. Ha poi lavorato come animatrice alla Turner Feater Animation per due anni e in seguito alla Warner Bros. Feature Animation per altri due anni. Faust ha iniziato a lavorare ai Cartoon Network Studios nel 1999. È stata storyboard artist e scrittrice per quattro anni, e successivamente produttore supervisore e supervisore delle storie.
Nella prima parte della sua carriera, Faust s'è concentrata su lungometraggi animati, lavorando a Cats Don't Dance, Quest for Camelot e The Iron Giant in qualità di animatrice. È poi passata alle serie televisive animate negli anni 2000. È stata story artist per Le Superchicche a partire dalla terza stagione della serie, e la head writer per Gli amici immaginari di casa Foster. Ha inoltre creato il sito web per ragazzine Milky Way and the Galaxy Girls.
Nel 2010–2011 ha collaborato con Hasbro nella produzione della prima stagione della serie televisiva d'animazione My Little Pony - L'amicizia è magica; alla fine della prima stagione di L'amicizia è magica, Faust ha rinunciato al proprio incarico di produttore esecutivo, passando al ruolo minore di consulting producer per la seconda stagione della serie.
Ha quindi lavorato a Super Best Friends Forever, una serie di cortometraggi d'animazione basati sui personaggi di Supergirl, Batgirl e Wonder Girl.
Ha lavorato come co-produttrice e story editor per la serie animata di Craig McCracken Wander Over Yonder, andata in onda per la prima volta nell'estate 2013.
Sony Pictures Animation ha annunciato a giugno 2014 che Faust avrebbe diretto un lungometraggio animato intitolato Medusa, creato da Todd Alcott e Holly Golden. Il film raccounta una storia alternativa del personaggio mitologico greco, in cui una ragazza chiamata Medusa parte per un'avventura per annullare la maledizione a lei inflitta da una dea gelosa. A novembre 2015, Faust ha annunciato di non essere più coinvolta nel progetto o con Sony.
Nel 2023 realizzò con Gabriele Pennacchioli il cartone dello Zecchino d'Oro 2023 La casa stregata.

## Premi e riconoscimenti
Faust ha ricevuto un Emmy Award nel 2009 per Gli amici immaginari di casa Foster, oltre a quattro nomination all'Emmy Award (due per Gli amici immaginari di casa Foster e due per Le Superchicche) e una all'Annie Award (per Gli amici immaginari di casa Foster).

## Vita privata
È sposata con Craig McCracken, il creatore di Le Superchicche e Gli amici immaginari di casa Foster.

## Filmografia

### Film
| Anno | Titolo originale (titolo italiano)                            | Ruolo      |
| ---- | ------------------------------------------------------------- | ---------- |
| 1994 | Home, Honey, I'm High                                         | voce       |
| 1997 | Cats Don't Dance                                              | animatrice |
| 1998 | Quest for Camelot (La spada magica - Alla ricerca di Camelot) | animatrice |
| 1999 | The Iron Giant (Il gigante di ferro)                          | animatrice |
| 2002 | The Powerpuff Girls Movie (Le Superchicche - Il film)         | autrice    |

### Televisione
| Anno      | Titolo originale (titolo italiano)                                         | Ruolo |
| --------- | -------------------------------------------------------------------------- | --- |
| 1995      | The Maxx                                                                   | layout dei personaggi |
| 2001      | Codename: Kids Next Door (Nome in codice: Kommando Nuovi Diavoli)          | walk cycles Episodio: No P in the OOL                                                                                                 |
| 2001–2004 | The Powerpuff Girls (Le Superchicche)                                      | storyboard, autrice, director |
| 2004–2009 | Foster's Home for Imaginary Friends (Gli amici immaginari di casa Foster)  | sviluppatrice, autrice, direttrice dell'animazione, editor, storia, storyboard, design dei personaggi                                 |
| 2010–2011 | My Little Pony: Friendship Is Magic (My Little Pony - L'amicizia è magica) | creatrice, sviluppatrice, produttore esecutivo, storyboard, creative director (prima stagione) consulting producer (seconda stagione) |
| 2012      | Super Best Friends Forever                                                 | creatrice, regista, scrittrice, storyboard artist, produttrice                                                                        |
| 2013-2016 | Wander Over Yonder                                                         | co-produttrice, story editor |
| 2019-2021 | DC Super Hero Girls                                                        | sviluppatrice |

## Videogame
| Anno | Titolo originale (titolo italiano) | Ruolo         |
| ---- | ---------------------------------- | ------------- |
| 2017 | Them's Fightin' Herds              | sviluppatrice |